# كيكي موسامبا
كيزيتو (كيكي) موسامبا (20 يوليو 1977

 في كينشاسا) (بالهولندية:Kizito "Kiki" Musampa) لاعب كرة قدم هولندي الجنسية كونغولي المولد يلعب حاليا في نادي الدرجة الممتازة فيلم تو تيلبورغ الهولندي منذ 2008 في مركز الجناح .
لعب موسامبا في أندية أياكس أمستردام (1990-1997) بوردو (1997-1999) مالقا (1999-2003) أتلتيكو مدريد (2003-2006) مانشستر سيتي بالإعارة (2004-2006) ترابزونسبور (2006-2007) إيه زد ألكمار (2007-2008) سيؤول (2008) .
ساهم موسامبا في تتويج نادي أياكس أمستردام ببطولة دوري الدرجة الممتازة مرتين موسمي 1994/1995 و1995/1996 كما ساهم في تتويج نادي بوردو ببطولة دوري الدرجة الأولى موسم 1998/1999 .
شارك موسامبا مع منتخب هولندا في بطولة كأس العالم لكرة القدم للشباب تحت 20 سنة 1995 التي أقيمت في قطر والذي خرج من الدور الأول على يد منتخبي البرتغال والأرجنتين .

## روابط خارجية
- كيكي موسامبا على موقع الاتحاد الدولي (مؤرشف)  (الإنجليزية)
- كيكي موسامبا على موقع الاتحاد الأوربي (الإنجليزية)
- كيكي موسامبا على موقع اتحاد تركيا (لاعب) (الإنجليزية)
- كيكي موسامبا على موقع دوري كوريا الجنوبية (الإنجليزية)
- كيكي موسامبا على موقع قاعدة بيانات كرة القدم.إي يو (الإنجليزية)
- كيكي موسامبا على موقع بيانات كرة القدم. دي إي (الألمانية)
- كيكي موسامبا على موقع Soccerbase.com (لاعب) (الإنجليزية)
- كيكي موسامبا على موقع عالم كرة القدم.نت (الإنجليزية)
- كيكي موسامبا على موقع كووورة